# Пичер
Пи́чер — село в Рассказовском районе Тамбовской области, входит в состав Пичерского сельсовета. Первое упоминание относится к 1811 году. Село расположено в центральной части района, в 15 км от районного центра г. Рассказово.

## История

### XIX век
Село Пичер впервые упоминается в ревизской сказке 1811 года, когда помещик Архаров Иван Петрович переселил часть своих крепостных крестьян с Рассказово на эти земли. Согласно «Списку населенных мест Тамбовской губернии» за 1862 год имело несколько названий: Пичер, Голявка, Никольское 1-е. На тот момент в 74 дворах там проживало 380 мужчин и 403 женщины.
На карте Менде 1862 года село обозначено как Никольская (Галявка). Из этой же карты видно, что современное село Пичер состоит из двух ранее существовавших населенных пунктов: сельца Никольская (Галявка) и владельческой деревни Ивановка (№ 150 в списке населённых мест 1862 года). В ней в 42 домах проживало 229 мужчин и 246 женщин.

### XX век
Также упоминается в епархиальных сведениях 1911 года. В нем насчитывалось 98 крестьянских дворов с населением: мужского пола — 315, женского пола — 441. Земельный надел приходился на каждую мужскую душу лишь по 15 саженей в каждом поле (примерно по 0,5 десятины).
Церковь в Пичере была построена в 1901 году на средства промышленника Михаила Васильевича Асеева. Церковь просуществовала до 1943 года, впоследствии разрушена и развезена колхозом как строительный материал. На начало XX века, кроме церкви в селе имелись двухклассная церковно-приходская школа, кабак.
В 1913 году в состав Пичерской волости входили: с. Никольское, с. 2-е Никольское, д. Ивановка, д. Каменные Озёрки, д. Надеждино, с. Павловка, с. Липовка и д. Коморовка. Волостной старшина крестьянин Сильверст Сергеевич Бокатанов, писарь крестьянин Анатолий Васильевич Калугин.
Советская власть в селе установилась 13 февраля 1918 года. Образовался Пичерский сельский Совет рабочих, крестьянских и красноармейских депутатов.
Решением исполкома областного совета 11 февраля 1975 года № 91 деревня 1-е Никольское объединена с селом Пичер

## Название села
Названо селу было дано по имени реки, по побережью которой оно разместилось. В переводе с мордовского языка это название обозначает «сосновый яр». По легенде, на месте села рос когда-то огромный сосновый бор.

## Климат
Рельеф села — холмистая равнина. Плоская равнина разделена поймой р. Пичер, а также прилегающей к ней сетью небольших оврагов и балок, имеющих естественный сток в реку. Климат села умеренно-континентальный, и характеризуется теплым, иногда засушливым летом, умеренно холодной зимой с устойчивым снежным покровом и хорошо выраженными переходными сезонами. Годовой ход температуры воздуха характеризуется значительными суточными колебаниями и сезонными изменениями. Среднегодовая температура колеблется от +2ºС до +5º; среднемесячные температуры: −11ºС в январе, +20ºС в июле. Максимальная температура летом доходит до +30ºС, а минимальная температура зимой −30ºС. Продолжительность безморозного периода в среднем составляет 144 дней. Период со средней температурой воздуха −3,7 длится до 201 суток. Но бывают и оттепели, чаще всего в начале и конце зимы в течение суммарных 16 дней. В физико-географическом отношении село расположено в зоне недостаточного и неустойчивого увлажнения. Среднегодовое количество осадков изменяется в основном от 400 до 650 мм. Летние осадки носят, как правило, ливневый, кратковременный характер. Количество дней с осадками не превышает 10 в любой летний месяц. Влажность воздуха изменяется от 45 до 60 % и не превышает 70 %. Число дней со снежным покровом в среднем равно 135. Устойчивый снежный покров образуется в конце ноября и разрушается к началу апреля. Село имеет благоприятную экологическую ситуацию, плодородные земли, хорошие климатические условия, что способствует развитию экономики данной территории.

## Известные жители
Клара Ивановна Гусева (8 марта 1937, Пичер, Тамбовская область — 12 мая 2019, Москва) — советская конькобежка, заслуженный мастер спорта СССР (1960). После её брака она была также известна как Клара Нестерова.
Александра Ивновна Худякова — заслуженный труженик колхоза, передовик. В 1976 году Александра Ивановна единственная из Рассказовского района отправилась делегатом на XXV съезд КПСС. Награждена орденом Ленина.
Д. Я. Телепин — российский революционер, член комсомола.

## Население
В 1862 году в селе имелись 74 двора, где числились 783 жителя.
В 1911 году в селе имелись 98 дворов, где числились 756 жителей.
В 1926 году в селе имелись 181 двор, где числились 874 жителя.
В 1932 году в селе насчитывалось 942 человека.
В 2002 году в селе проживало 425 жителя.
В 2010 году в селе проживал 453 житель.

## Улицы
В селе есть 5 улиц, а именно:
- Юбилейная улица.
- Советская улица.
- Школьная улица.
- Майская улица.
- Новая улица.

## Предприятия, учреждения и организации в селе
На территории села расположены Пичерский филиал МБОУ «Платоновская СОШ» и МБУК «РДК Рассказовского района», сельская библиотека, 4 ФАП, торговый павильон, 2 магазина, 2 автоматические телефонные станции, отделения почтовой связи и сельскохозяйственные предприятия (КФХ «Фаразян», ООО «Пичерское», КФХ «Благие намерения», КФК «Деметра»).